# Vint-i-sisena esmena de la Constitució dels Estats Units

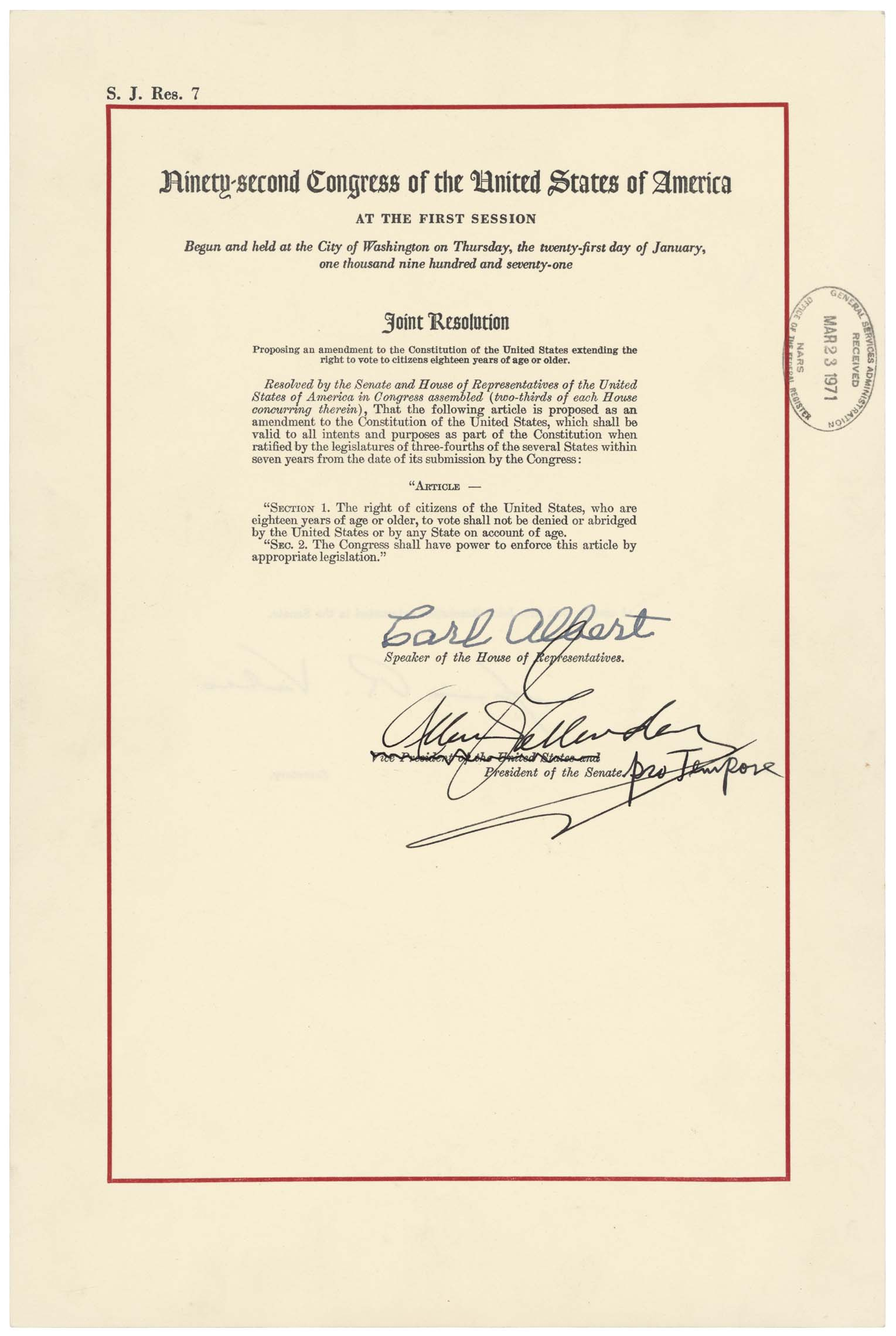
Còpia de la Vint-i-setena esmena de la Constitució dels Estats Units

La Vint-i-sisena esmena (en anglès Twenty-sixth Amendment) de la Constitució dels Estats Units va estandarditzar l'edat mínima per a votar en 18 anys. Va ser adoptada en resposta a l'activisme estudiantil contrari a la Guerra de Vietnam i, parcialment, per anul·lar la sentència del cas del Tribunal Suprem dels Estats Units, cas Oregon contra Mitchell. Va ser adoptada al juliol del 1971.

## Text
El text de la Vint-i-sisena esmena a la Constitució dels Estats Units diu així:
| « | (català) Secció 1. El dret a votar dels ciutadans dels Estats Units, de divuit anys o més, no serà negat o minvat ni pels Estats Units ni per cap estat a causa de l'edat. Secció 2. El Congrés tindrà poder per a fer valer aquest article mitjançant la legislació adequada. | (anglès) Section 1. The right of citizens of the United States, who are eighteen years of age or older, to vote shall not be denied or abridged by the United States or by any State on account of age. Section 2. The Congress shall have the power to enforce this article by appropriate legislation. | » |